# Frontière entre le Liberia et la Sierra Leone
La frontière séparant le Liberia et la Sierra Leone part de la Costa da Pimenta (« Côte du piment »), dans l'Atlantique Est et suit les fleuves Mano et Morro, avant de se diriger vers la triple frontière que partagent les deux pays avec la Guinée.

## Histoire
Un traité de délimitation anglo-libérien fut signé le 11 novembre 1885, lequel désignait la rivière Mano comme frontière entre les deux territoires ; laquelle frontière fuit ensuite prolongée vers le nord par un accord de juin 1903,. Un traité franco-libérien délimitant la frontière entre la Guinée française et le Libéria aboutit ensuite à la cession par le Libéria d'une bande de territoire importante à la France, raccourcissant ainsi la frontière entre le Libéria et la Sierra Leone à sa longueur actuelle. La Grande-Bretagne et le Liberia modifient à nouveau la frontière en janvier 1911, le Liberia cédant la zone du « Bec de perroquet » à la Sierra Leone en échange de territoires situés à l'est du fleuve Mano,. Cette nouvelle frontière est ensuite délimitée par une commission conjointe en 1913-14, puis confirmée par un accord signé en 1917. D'autres petits ajustements seront approuvés par traité en janvier 1930, les sections terrestres de la frontière étant marquées au sol par des bornes frontalières,.
La Sierra Leone obtint son indépendance en 1961. Au cours des années 1999 et 2000, les deux États furent plongés dans une guerre civile et la région frontalière est devenue très instable, les rebelles armés et les réfugiés traversant fréquemment la frontière.